# Saint-Gaultier
Saint-Gaultier ist eine französische Gemeinde mit 1714 Einwohnern (Stand 1. Januar 2022) im Département Indre in der Region Centre-Val de Loire; sie gehört zum Arrondissement Le Blanc und zum Kanton Saint-Gaultier.
Nachbargemeinden von Saint-Gaultier sind Nuret-le-Ferron im Norden, Chasseneuil im Nordosten, Thenay im Süden und Rivarennes im Westen.

## Bevölkerungsentwicklung
| Jahr      | 1962 | 1968 | 1975 | 1982 | 1990 | 1999 | 2007 | 2018 |
| Einwohner | 2133 | 2235 | 2174 | 2042 | 1995 | 1934 | 1932 | 1811 |

## Sehenswürdigkeiten
- Collège Jean Moulin (12. Jahrhundert)
- Kirche der Priorei Saint-Gaultier

## Gemeindepartnerschaft
Partnergemeinde von Saint-Gaultier ist die deutsche Gemeinde Leopoldshöhe in Nordrhein-Westfalen.